# Hanslia
Hanslia là một chi thực vật có hoa trong họ Đậu.